# Thalia Theater (Halle)

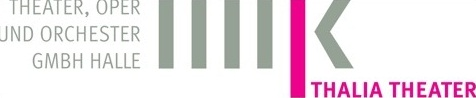
Logo des Thalia Theaters

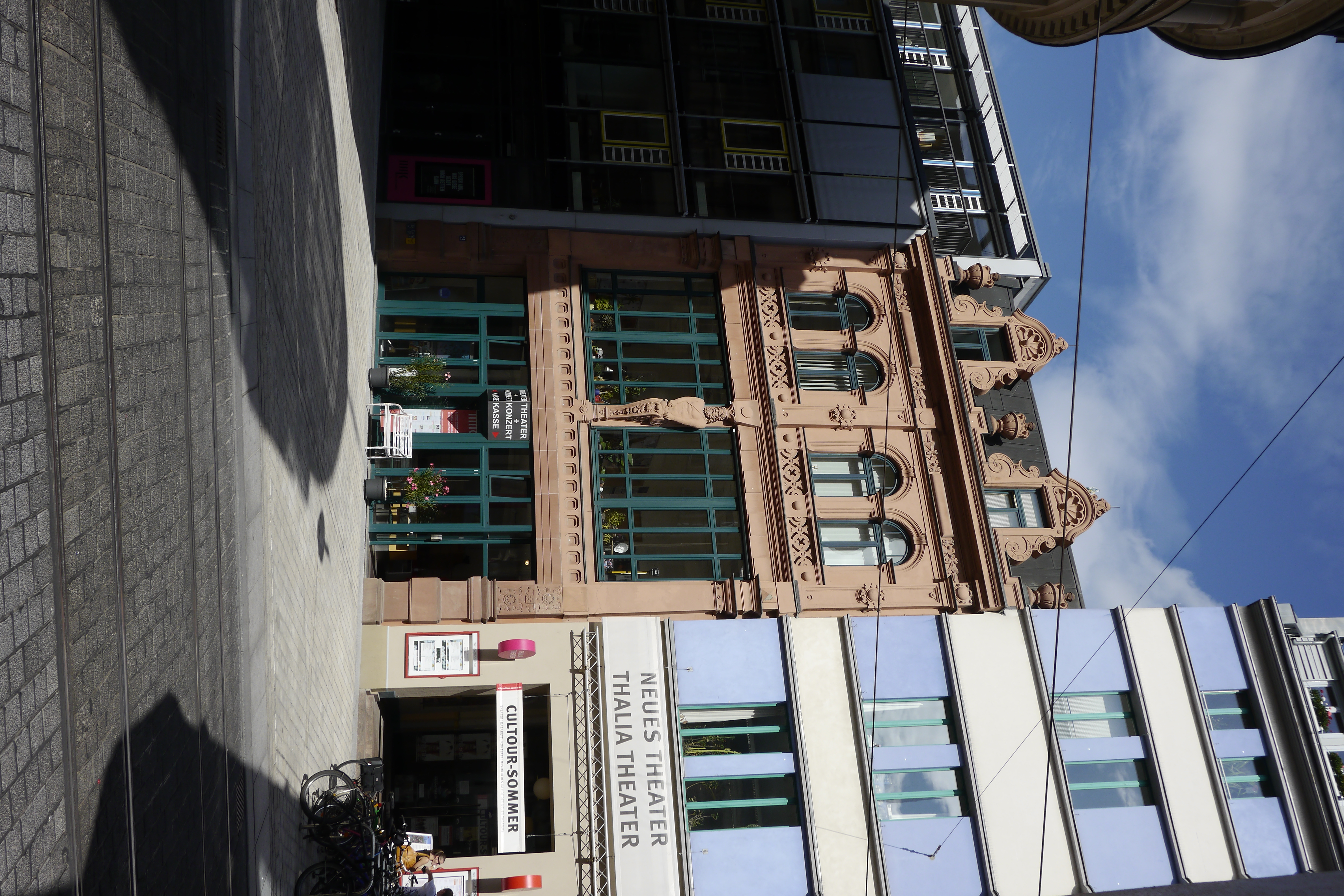
Spielstätte des Thalia Theaters in der Großen Ulrichstraße

Das Thalia Theater Halle (Saale) wurde am 11. Oktober 1952 als „Theater der jungen Garde“ gegründet. Den heutigen Namen trägt es seit 1990. Seit 1977 richtet es die Werkstatt-Tage der Kinder- und Jugendtheater aus. Ab 2001, unter der neuen Leitung von Annegret Hahn, bemühte sich die Bühne verstärkt darum, mit ihren Inszenierungen die Realität der Menschen in der Region zu berühren. Bundesweites Aufsehen erregte 2003 das Projekt „Hotel Neustadt“, in dem Jugendliche ein leerstehendes Hochhaus im Rahmen eines Projektes temporär zu einem Hotel mit Theaterfestival umbauten.
Spielstätte des Theaters war bis Sommer 2012 ein Gebäude in der Kardinal-Albrecht-Straße, das vormals von der Loge Zu den Fünf Türmen am Salzquell genutzt wurde. Im Oktober 2010 wurde die Schließung des Hauses zum Ende der Saison 2010/11 beschlossen. Ab April 2011 verzichten die Mitarbeiter der Theater Oper und Orchester GmbH, zu dieser das Thalia Theater seit 2009 gehört, in einem Haustarifvertrag auf einen Teil ihres Gehalts. Damit ist der Beschluss, das Thalia-Theater zu schließen, hinfällig.
Im März 2012 beschloss der Aufsichtsrat der Theater, Oper und Orchester GmbH Halle die Spielstätte des Theaters in der Kardinal-Albrecht-Straße zum Ende der Spielzeit 2011/12 aufzugeben. Das Ensemble soll als eigenständige Sparte bestehen bleiben und für seine Arbeit die anderen Spielstätten der GmbH nutzen. Durch geplante Kürzungen der Zuschüsse durch die Landesregierung drohte für das Jahr 2014 die Insolvenz für die Theater, Oper und Orchester Halle GmbH. Zur Konsolidierung wurde erneut über eine Schließung der Sparte des Kinder- und Jugendtheaters diskutiert.
Gegenwärtig ist die Diskussion um die Schließung beendet. Das Thalia Theater Halle ist künstlerisch eigenständiges Mitglied in der Theater, Oper und Orchester GmbH Halle.